# I Stand Alone (Theophilus London)
I stand Alone è un brano musicale di Theophilus London, pubblicato come primo singolo estratto dall'album Timez Are Weird These Days il 24 agosto 2011. Il brano è stato scritto da Joakim Åhlund e Theophilus London, e prodotto da Jocko. Il video musicale prodotto per il brano è stato presentato sul canale YouTube di London il 30 agosto 2011. Il video è stato diretto da Boyce & Brown.

## Tracce
CD Promo PRCD528590
1. I Stand Alone - 3:23